# Zerobase
Zerobase was een project van Broadcast Partners en Nozema, dat als doel had om tot een efficiëntere indeling van de middengolf- en FM-radiofrequenties in Nederland te komen. Met deze herverdeling werden commerciële omroepen in staat gesteld te bieden op de beschikbare gestelde frequenties. Om een pluriformiteit in het aanbod te garanderen, werden de verschillende genres onderverdeeld in kavels, zoals nieuws, popmuziek en klassieke muziek. Deze herverdeling was bedoeld om meer commerciële radiostations toegang te bieden tot de Nederlandse ether. De Zerobase verdeling vond plaats in juni 2003 en was acht jaar geldig. Deze verdeling vond plaats door middel van een vergelijkende toets met veilingelement.
Uiteindelijk zijn de vergunningen twee keer verlengd (in 2011 en 2017). In 2023 heeft er opnieuw een frequentieveiling plaatsgevonden.

## De procedure
Europese bedrijven konden zich aanmelden voor deze frequenties en moesten een bedrijfsplan voor de gewenste frequentie indienen. Een aantal landelijke frequentiepakketten (kavels) werden door de overheid ter beschikking gesteld zonder voorwaarden, de zogeheten 'vrije kavels'. De 'geclausuleerde kavels' zijn pakketten, waaraan wel voorwaarden werden gesteld. Voor deze geclausuleerde kavels moest behalve een bedrijfsplan ook een programmaplan worden ingeleverd.
De ingediende plannen werden door een onafhankelijke commissie vergeleken (de vergelijkende toets). Als voor een geclausuleerd pakket geen van de aanvragen er met kop en schouders bovenuit zou steken, zou het financiële bod van de aanvrager de doorslag geven (het veilingelement).

## Geschiedenis
- Reden: Nederland coördineert de nieuwe frequentie-indeling met Duitsland, België, Frankrijk, Verenigd Koninkrijk, Luxemburg, Denemarken en Noorwegen zodat er geen onverwachte storingen ontstaan.
- 8 jaar looptijd, 1 juni 2003 tot en met 31 mei 2011.

### 1988: commerciële radio op de kabel
- 8 februari: Cable One start onder een Britse licentie in Amsterdam en Rotterdam, maar wordt later verboden.
- 4 april: Radio 10 start vanuit Milaan als Italiaanse zender op Nederlandse kabelnetten.
- 30 september: Sky Radio start als Brits station op de kabelnetten.

### 1992: restfrequenties gevonden
- december 1991: T.U. Delft publiceert het onderzoek Technische aspecten van een verbeterde frequentieplanning in de FM-omroepband, Linnartz, J.P.M.G. · Meuleman, A.J.J., Delftse Universitaire Pers, 1991 ISBN 9062757464 waarin aangegeven wordt dat er ruimte is voor meer FM zenders.
- maart: Uitspraak van Commissie voor Beroep van het bedrijfsleven: er zijn zgn. restfrequenties beschikbaar, nog niet gebruikte en ingedeelde frequenties.
- 6 juni: deze restfrequenties worden verdeeld.
- juni: Radio 10 Gold, RTL Radio (later omgedoopt in RTL Rockradio) en Sky Radio gebruiken als eerste de restfrequenties op de FM.

Radio 10 Gold krijgt 3 FM-frequenties in Wieringermeer, Friesland en Groningen.
RTL Radio krijgt 101,2 MHz in Den Haag toegewezen en Sky Radio 102,7 MHz in Rotterdam-Waalhaven.
Alle zenders hebben in vergelijking tot de publieke omroep een relatief zwak vermogen en komen daardoor onder normale omstandigheden niet verder dan ca. 30–40 km.
- juli: Sky Hitradio start op de kabel en wordt op 11 december door Rob Out en Lex Harding overgenomen na een overeenkomst met News Corporation; de nieuwe naam is Radio 538.
- 13 juli: Radio Noordzee Nationaal (eigenaar: Strengholt) start op de kabelnetten.

### 1994: commercieel op AM
- 21 januari: Het Ministerie van WVC verdeelt de etherfrequenties: Radio 10 Gold, RTL Radio, Sky wordt hun FM-frequentie afgenomen.
- 13 maart: Radio Noordzee Nationaal en EuroJazz krijgen een FM-frequentie toegewezen, maar EuroJazz heeft geen geld.
- 1 mei: Classic FM krijgt een FM-frequentie op voorwaarde dat het ook jazz draait. Topambtenaren Harry Kramer en John Stevens houden van jazz. Deze belangenverstrengeling veroorzaakte commotie.
- Radio 10 Gold krijgt de middengolffrequentie 675 kHz (444 m), Holland FM 1224 kHz (245 m) en 828 kHz (362 m), Quote 1395 kHz (215 m) voor een nog te starten nieuwszender (dat wordt Veronica Nieuws Radio, medio september 1995).

### 1995: Veronica begint drie stations
Minister van V&W Jorritsma verleent verdere FM-frequenties, want het eerdere besluit is door de rechter vernietigd.
- 25 juli: Radio 538 krijgt 103,0 MHz op de FM, een voormalige Radio 1-frequentie.
- 15 september: Sky Radio krijgt 100,7 MHz (was van Radio M die naar de voormalige Radio 1-frequentie 100,1 MHz verhuist).
- september: Veronica stapt uit het omroepbestel en begint drie commerciële zenders, waarvoor het onder meer Holland FM (van 1224 AM) overneemt dat na een paar naamswijzigingen Hitradio Veronica wordt. HitRadio Veronica, Veronica NieuwsRadio en Kink FM falen uiteindelijk alle drie.
- Jorritsma geeft opdracht aan TNO-FEL tot zero base onderzoek, hetgeen moet leiden tot een efficiëntere frequentieverdeling.

### 1997: meer gading op FM
- mei 1997: Sky Radio wil een commerciële nieuwszender op 747 kHz (402 m) op voorwaarde dat het alle commerciële FM-frequenties krijgt. De overige stations starten een lobby richting Den Haag. Het resultaat is dat veiling wordt uitgesteld.
- TNO ontdekt 11 nieuwe restfrequenties.
- Veronica, Radio 10 Gold, JFK krijgen nu ook een FM-frequentie.

### 1998: herverdeling, eerste Zerobase-plan
- 1 januari: De nieuwe frequentieverdeling wordt in gebruik genomen. De te betalen vergoeding wordt naar bereik berekend.
- 15 januari: Veronica FM stopt op de middengolf; de frequenties worden overgenomen door Q-radio (1224 kHz (245 m)) en Arrow Classic Rock (828 kHz (362 m)).
- april: TNO-FEL presenteert het Zerobase-plan.
- mei: De frequentie van JFK (Jazzy-Funky-Kool), voormalig Jazz Radio gaat naar Business News Radio, met in de nachtelijke uren jazz.
- september: De laatste tijdelijke verdeling. De winnaars kunnen geen rechten ontlenen aan de definitieve verdeling.

### 1999: Nieuw Zerobase-plan
- februari: Broadcast Partners toont aan dat het Zerobase plan van TNO-FEL niet werkt en niet kan dienen als basis voor een frequentieverdeling. Nozema sluit zich daarbij aan.
- april: De staatssecretaris van Verkeer en Waterstaat laat de Tweede Kamer weten, dat het plan van TNO-FEL inderdaad niet bruikbaar is. Broadcast Partners presenteert een model voor nieuw Zerobase-onderzoek, dat het bedrijf vervolgens samen met de Rijksdienst voor Radiocommunicatie en Nozema verricht en dat uitmondt in het in mei 2000 verschijnende, nieuwe Zerobaseplan. Het plan omvat een veel groter aantal frequenties, dan dat van TNO en zal als basis gaan dienen voor de volgende frequentieverdeling.

### 2000: einde dubbele dekking
- mei 2000: Het kabinet besluit de dubbele dekking (middengolf én FM) af te schaffen. Radio 1 verliest daardoor de middengolffrequentie die aldus vrij komt voor commerciële stations. De invoering staat gepland voor 1 april 2001.
- 1 september: Dit is de oorspronkelijk geplande datum voor de implementatie van Zerobase.

### 2001: commerciële richtingenstrijd
- 1 februari: Commerciële radiozenders komen wederom in actie tegen de veiling van FM-frequenties ingaande 1 september 2001 en eisen een geleidelijke invoering. Deze richten de Vereniging Commerciële Radio (VCR) op, die een paginagrote advertentie plaatst in NRC, de Volkskrant, Telegraaf, Trouw, het Algemeen Dagblad, de Haagsche Courant, het Utrechts Nieuwsblad, De Gelderlander en het Brabants Dagblad.
  - Vastgesteld wordt dat er 8 landelijke en 73 regionale FM- en 14 middengolffrequenties te verdelen zijn.
  - Classic FM is bang niet te mogen meebieden omdat het onderdeel is van Sky Radio en de regel geldt: één frequentie per bedrijf.
  - Een organisatie mag niet gelijktijdig een landelijk FM-pakket en een of meerdere regionale FM-pakketten verwerven.
- 15 februari: CDA, PvdA en D66 zijn tegen de veiling. Ook de VVD was tegen maar heeft zich er toch bij neergelegd. Joop Atsma stelt: ook kwaliteitshandhaving ('Beautycontest': nieuws, jazz, klassiek) is een te bereiken doel.
  - De veiling moet minimaal 20 miljoen euro opbrengen.
- 23 februari: De commissie-Bouw onderzoekt alternatieven voor de veiling en moet daarover op 13 maart verslag uitbrengen aan het kabinet.
- 21 maart: De commissie adviseert: Sky Radio, Radio 538, Noordzee FM, Classic FM, Veronica FM, Radio 10 FM moeten hun frequenties behouden omdat er veel geld geïnvesteerd en goodwill opgebouwd is. BNR moet van de frequentie verhuizen. Alles blijft zoals het is, waardoor voor 3 nieuwe frequenties zo'n 20 gegadigden zijn.

Het veilingsbod blijft onbekend maar de organisaties moeten 5 tot 15% van hun omzet afdragen. De commissie-Bouw heeft het aantal kavels van 8 naar 10 opgerekt, met als consequentie dat er een kleiner zendbereik per kavel is. Er is sprake van rechtsongelijkheid: Sky en Classic FM hebben dezelfde eigenaar: News Corporation. Ook mogen de huidige regionale commerciële radiozenders tegen betaling blijven uitzenden.
- 23 maart: Er is overeenstemming over de FM-frequenties: het kabinet neemt het voorstel van de commissie-Bouw over. Staatssecretaris de Vries van Verkeer en Waterstaat is bang dat er schadeclaims binnenkomen van enkele nieuwe commerciële radiozenders die vinden dat ze ongelijk worden behandeld. Gevreesd wordt dat BNR (1395 AM) niet zal overleven, omdat het niet dezelfde financiële middelen heeft. Het kabinet wil wel een nieuwszender.
  - De 7 bestaande zenders zullen een vast bedrag betalen; de 3 nieuwe zenders moeten bieden op een veiling hetgeen de prijzen op kan drijven.
  - Nieuws FM stelt: BNR zit illegaal op de FM. BNR was oorspronkelijk JFK / Jazzradio BV dat na een formatwijziging in 1996 eigenlijk van het jazzkavel geweerd had moeten worden.
- 24 maart: Q The Beat (1224 kHz (245 m), eigenaar: ClearChannel) zegt ook recht op een FM-frequentie te hebben en wacht net als Arrow Classic Rock op een frequentie; die is herhaaldelijk beloofd. Sky Radio en Radio 538 hebben door henzelf gevonden FM-frequenties, dus wil ook Q zelf gevonden FM-frequenties activeren.
  - De Vereniging Niet-Landelijke Commerciële Radio-omroepen (NLCR) gaat naar de rechter met als eis meer frequenties dan de toegezegde 59.
  - De VCR is wel blij. Woordvoerder M. Banga stelt: "Ik kan me niet voorstellen dat het kabinet terug zal komen op haar besluit om toch nog te gaan veilen als het voorstel van de commissie-Bouw niet levensvatbaar blijkt. Dan maken ze de chaos compleet."
  - Radio 1 blijft in elk geval tot 1 september ook op middengolf, op 1008 kHz (298 m) (zie 1 april). Het is het ministerie van V&W nog niet gelukt het 'FM-gat van Radio 1' in het midden van het land te dichten.
- 25 maart: De Vereniging tot het Verkrijgen van Vrije Radiofrequenties (VVR) dreigt met rechtszaken. De VVR bestaat uit kabelradiostations. Deze hebben sinds de laatste tijdelijke verdeling (september 1998) gewacht. De leden stellen onterecht de status van 'nieuwkomer' gekregen te hebben. Het gaat onder meer om Okay FM, Midstad Radio, Hofstad Radio, Radio West Brabant, Radio Westland, Waterstad FM, Radio Simone, Radio Monique en Ridderkerk FM.
- 26 maart: Kink FM start de actie 'Red Kink'. Het station wil geen voorkeursbehandeling laten meespelen. De kans zou dan groot zijn dat er geen etherfrequentie overblijft. Kink stelt wel veel geïnvesteerd te hebben en daardoor goodwill opgebouwd te hebben. Regelmatig zouden toezeggingen door de overheid met betrekking tot eerlijke herverdeling zijn gedaan. Er komt een oproep te mailen naar kranten en andere media en leden van de Tweede Kamer.
- 27 maart: Q The Beat zendt vanaf 26 maart 's avonds in de omgeving van Alkmaar op 97,2 MHz in AM-kwaliteit uit op de FM-band. Het opereert op dezelfde voorwaarden als de huidige 7 FM-stations.
  - De OLON wil een vergoeding voor de verhuiskosten van de frequenties. De OLON vertegenwoordigt 23 publieke lokale omroepen. De lokale omroepband loopt van 104,9 tot en met 108 MHz. Men zendt niet uit in stereo want dan zijn hogere vermogens nodig. Toch loopt daarover nog internationaal overleg en coördinatie wordt nagestreefd.
- 28 maart: De behandeling van het advies van de commissie-Bouw in de Tweede Kamer.
- 29 maart stapt Kink naar de rechter. "Mocht Kink geen voorkeurspositie krijgen dan eisen we een open veiling van alle frequenties, incluis de pakketten die nu in het bezit zijn van eerder genoemde stations."
- 1 april: Kink FM stapt naar de Nederlandse Mededingingsautoriteit.
  - Radio 1 gaat van 747 kHz (402 m) naar 1008 kHz (298 m). Radio 5 gaat van 1008 kHz (298 m) naar 747 kHz (402 m) onder de naam 747AM.
- 3 april: Nieuws FM en Stichting Nieuwsradio Nederland gaan gezamenlijk de strijd aan voor een nieuwspakket op FM. 'Alleen BNR mag meedingen naar licentie. BNR is echter illegaal, want hun frequentie is gealloceerd voor jazz.'
- 30 april: De Vereniging Middengolfzenders (VMZ) stelt voor alle nieuwszenders te laten uitzenden op de middengolf. Voorzitter Ruud Poeze: "Voor gesproken woord is de geluidskwaliteit minder belangrijk. Daarom kan dat uitstekend op de middengolf. Muziek hoort op de FM. Op de meeste radio's zit AM. Het blijft populair. Dat zie je nu ook aan de reacties op het vertrek van Radio 1 van de middengolf. Daarom hoeft Radio 1 ook niets te vrezen als het zich helemaal richt op zijn huidige middengolffrequentie AM 1008 kHz.". Door dat voorstel komen de frequenties van Radio 1 en die waar BNR en Nieuws FM op azen vrij, met als gevolg: totaal 6 vrije FM-pakketten.
- 29 mei: Het onderzoek naar de FM-frequenties wordt pas na het zomerreces behandeld, de verdeling gebeurt dan de komende winter (2002).
- 31 mei: NMa, OPTA en de landsadvocaat zijn van mening dat het advies van de commissie-Bouw juridisch en technisch niet haalbaar is. Hun enige conclusie is: veilen.
  - Door Q The Beat wordt aangekaart dat News Corporation middels Sky Radio, Radio 538 en Classic FM 40% van de FM-markt in handen hebben.
  - In Den Haag wordt gesteld dat een beauty-contest zoals in Scandinavië beter zou zijn, al veroorzaakte die daar ook veel commotie. Q en Nieuws FM zijn daar blij mee: NieuwsFM hoopt zelfs op een beauty-contest. Het advies van de commissie-Bouw zou leiden tot marktafscherming en kartelvorming.
  - Het advies van de commissie-Bouw wordt daarom terzijde gelegd.
- 5 juni: Kink FM stelt dat de gedeeltelijk geclausuleerde veiling Kink en Q een kans geeft.
- 6 juni: BNR heeft 40 steunbetuigingen van prominente Nederlanders overhandigd aan de Tweede Kamer-commissies van V&W en C&W.
  - De 7 landelijke commerciële radiostations vragen het kabinet af te zien van een veiling.
- 8 juni: Het kabinet heeft meer tijd nodig voor besluit; dat wordt 22 juni verwacht.
- 10 december: Q The Beat gaat uit de lucht (1224 kHz (245 m)) maar denkt erover om vanaf juni 2002 landelijk terug te komen. Het wil blijven uitzenden via internet. Q zond uit op 1224 kHz (245 m), maar deze frequentie is eigenlijk van een reïncarnatie van het voormalige Radio London. Dit station is in surseance van betaling en liet 1,3 miljoen euro schulden achter. Hierdoor is het voor Q the Beat niet mogelijk om het station over te nemen.

### 2002: Veiling
- 24 juli: De overheid moet de radiofrequenties van alle zenders, dus oud- en nieuwkomers, veilen voor een periode van acht jaar. Dat werd door de bestuursrechter in Rotterdam bepaald.

### 2003: Big Bang
- 26 mei: Staatssecretaris van Economische Zaken Joop Wijn, op voordracht van de Staatssecretaris van Onderwijs, Cultuur en Wetenschappen Cees van Leeuwen, verleent de vergunningen voor commerciële radiofrequenties.
- 1 juni: De invoering van nieuwe commerciële frequenties, de "Big Bang", vindt plaats. De winnaars kunnen hun nieuwe frequenties in gebruik nemen.
- Business Nieuws Radio wordt omgedoopt tot BNR Nieuwsradio.

### 2004: jazzkavel alsnog toegewezen
- De toewijzing en invoering van de frequentie van Arrow 90.7 (later Arrow Jazz FM) vindt plaats. Mede door een ondoorzichtige verdelingsprocedure had niemand hier in 2003 recht op verkregen.

### 2005
- Talpa verkoopt Noordzee FM aan het Belgische mediabedrijf De Persgroep, dat het station omdoopt in Qmusic.

### 2006: nederpopcorrectie
- SBS neemt Yorin FM van RTL over en doopt het om in Caz!.
- Na slepende rechtszaken wordt het "Nederpopkavel" alsnog aan 100%NL toegewezen. RTL FM gaat verder op de kabel en internetstream als TMF Radio, eigendom van Sky en MTV.

### 2007: beide Arrows op FM
- Arrow neemt Caz! over van SBS en verhuist die zender naar de kabel. Op de plek van Caz! (het kavel dat RTL in 2003 won voor Yorin FM) zendt sinds 1 juli Arrow Classic Rock uit. Het is voor het eerst sinds de oprichting in 1996 dat het station op FM te beluisteren is.
- RTL neemt Radio 538 over van Talpa. Dit stelde Fons van Westerloo als voorwaarde bij het overnemen van het opgegeven tv-project TIEN/Talpa (daarna RTL 8).

### 2009: beide Arrows van FM
- Arrow heeft 9 miljoen schuld aan de overheid; op 11 maart tussen middernacht en 0.45 uur worden Arrow Classic Rock en Arrow Jazz FM in heel Nederland uit de ether gehaald. Arrow Classic Rock gaat door op de middengolf. In april vragen de Arrow-zenders hun faillissement aan.
- Voor beide FM-kavels komt een tussentijdse verdelingsronde. De inschrijving hiervoor is inmiddels gesloten. In mei wordt per kavel beslist of er meer dan één 'serieuze' kandidaat is. In dat geval zal een vergelijkende toets plaatsvinden.

### 2011: einde duurtijd licenties
- Op 1 september 2011 lopen de vergunningen officieel af.

Minister Verhagen van Economische Zaken maakte op 19 maart 2011 bekend de vergunningen voor de zeven grote commerciële stations te verlengen tot 2017, echter onder de voorwaarde dat de stations zullen investeren in digitale etheruitzendingen via DAB.

## Overzicht van de verdeling die gold van 2003 t/m 2023

### Commerciële stations
- A01: Sky Radio
- A02: Radio Veronica
- A03: Noordzee FM (later Qmusic)
- A04: BNR Nieuwsradio
- A05: ID&T Radio (later SLAM!)
- A06: Radio 538
- A07: Yorin FM (later CAZ, nog later Radio 10)
- A08: Arrow Jazz FM (later Sublime FM)
- A09: 100%NL

### Kavel A01
- Format: ongeclausuleerd
- Bereik: 67%
- Geboden bedrag: € 56.025.000
- Sky Radio (Talpa Network - voorheen Sky Radio Groep / Telegraaf Media Groep)

Frequentie 100,7 MHz kwijt aan Noordzee.

### Kavel A02
- Format: 'Oldies' (muziek ouder dan 5 jaar)
- Bereik: 59%
- Bedrag: € 33.600.000
- Radio 10 FM
- Radio 103 De Gouwe Ouwe Zender (muziek uit de jaren 60, 70 en 80)
- Radio Veronica (Talpa Network - voorheen Sky Radio Groep)

Radio 10 FM 'gered' (bood op Oldies, maar verloor van Sky Radio).
Rechtszaak Erik de Zwart tegen Sky Radio - ineens Radio 103 De Gouwe Ouwe Zender (Ton Lathouwers).
Veronica: 'Beste 80's en 90's muziek'.
Percentages oude/nieuwe muziek = 95%/5%.

### Kavel A03
- ongeclausuleerd
- Bereik: 68%
- € 80.400.000
- Noordzee FM (Talpa)
- Sinds 1 juli 2005 eigendom van De Persgroep. Per 31 augustus 2005 20:30 uur zendt Qmusic op dit kavel uit.

Verkocht in verband met de aankoop van Radio 538: Volgens de wet was het destijds niet toegestaan 2 ongeclausuleerde FM-kavels (namelijk Radio 538 en Noordzee FM) te bezitten.
Radio 10 Gold op AM (Talpa) valt hier dus niet onder.
Luisterdichtheid Radio 10 hoger dan Noordzee.

### Kavel A04
- nieuws
- Bereik: 60%
- € 1.320.000
- Business Nieuws Radio
- BNR Nieuwsradio

### Kavel A05
- Format: alternatief
- Bereik: 61%
- Bedrag: € 2.500.336
- ID&T Radio
- SLAM! (sinds januari 2012 - Radiocorp)

Omschrijving alternatieve muziek.
KINK FM (Veronica) niet geboden.
ID&T Radio - weinig luisteraars, moeilijk format.
Nieuwe naam Slam!FM, boetes in verband met niet volgen format.

### Kavel A06
- ongeclausuleerd
- Bereik: 69%
- € 57.000.001
- Radio 538 (Talpa Network)
- C06 (891 kHz (336 m)) € 1.000.001, Bereik: 5% (2% na middernacht)

### Kavel A07
- ongeclausuleerd
- Bereik: 65%
- € 32.892.000
- Yorin FM
- CAZ!
- Arrow Classic Rock (tot 11 maart 2009)
- Radio 10 (Talpa Network, sinds augustus 2013 - eerst als non-stop muziekstation. De AM-versie (Radio 10 Gold) bleef tijdelijk nog bestaan. Vanaf 23 september 2013 officieel met gepresenteerde programma's - AM-versie werd uitgeschakeld.

### Kavel A08
- Format: jazz (en/of klassiek)
- Bereik: 49%
- Classic FM
- onverdeeld
- Bedrag: € 8.000.111
- Arrow 90.7 FM
- Arrow Jazz FM (tot 11 maart 2009)
- Sublime FM

Sky Radio Groep bood op uitzend-licentie voor Sky Radio, Gouwe Ouwe en Classic FM.
Geen jazz zenders en slechts 1 commercieel klassieke muziek zender in Nederland, dus Classic FM enige gegadigde.
Classic FM reeds vóór 1 juni 2003 in de ether in Vlissingen.
Sky Groep krijgt Sky en Gouwe Ouwe toegewezen, Classic FM vervalt want maximaal 2 FM licenties.
Nieuwe veiling: Arrow 90.7 FM, later Jazz FM.
Licentie ingetrokken per 11 maart 2009 wegens wanbetaling.
Zou in mei 2009 toegewezen worden aan één belangstellende. Bij meerdere 'serieuze' kandidaten zou een vergelijkende toets plaatsvinden. Later is die weer toegewezen aan Arrow Jazz FM.

### Kavel A09
- Europese muziek / Nederlandstalig
- Bereik: 59%
- € 22.936.000
- RTL FM
- 100%NL
- € 7.920 (vorig bedrag verviel)

RTL FM verloor het kavel na een rechtszaak aan 100%NL. 100%NL bood veel meer Nederlands product ten opzichte van RTL FM (70% tegenover 35%), terwijl RTL FM miljoenen had geboden voor het kavel. Volgens de voorwaarden zou het percentage Nederlandse muziek de doorslag moeten geven. Men ging echter voor het geld en gaf aan dat het verschil tussen 35 en 70 niet significant groot was. Hier was 100%NL het niet mee eens en werd uiteindelijk in het gelijk gesteld.

### Publieke omroep
De publieke omroep heeft vier FM-kavels tot haar beschikking.

### NPO Radio 1
- Format: ongeclausuleerd
- Bereik: 100%
- Nationale zender en calamiteitenzender
- Talkradio

### NPO Radio 2
- Format: ongeclausuleerd
- Bereik: 95%
- De beste pop- en rockmuziek ooit gemaakt

### NPO 3FM
- Format: ongeclausuleerd
- Bereik: 95%
- Nieuwe muziek ontdek je op 3FM
- Jongerenzender

### NPO Radio 4
- Format: ongeclausuleerd
- Bereik: 95%
- Klassieke muziek
- Gaat verder als NPO Klassiek

### NPO Radio 5
- 1 augustus 2006 t/m 1 september 2015
- 747 kHz AM
- Doorgifte gestopt vanwege bezuinigingen bij publieke omroep

### Middengolf
De 12 verschillende kavels na de frequentieverdeling van 2003.

#### Kavel C01: 1008 kHz (298 m)
- Locatie zender: Flevoland
- Vermogen 2003-2007: 400d - 200n kilowatt
- Vanaf 2007 tot heden: 200d - 100n kilowatt
- 2003-2004: Smooth FM (Radlon Media), tevens waren er testuitzendingen van Radio London/Big L.
- 2004-2007: Radio 10 Gold
- 2007 tot heden: Groot Nieuws Radio

#### Kavel C02: 675 kHz (444 m)
- Locatie zender: Lopik
- Vermogen vanaf 2003: 120 kilowatt
- 2003: Country FM. Country FM wordt overgenomen door Arrow.
- 2003-31 januari 2008: Arrow Classic Rock
- 1 februari 2008 tot 1 september 2015: Radio Maria Nederland

#### Kavel C03: 1395 kHz (215 m)
- Locatie zender: Trintelhaven
- Vermogen vanaf 2003: 20 kilowatt
- 2003: Liberty Radio (eigenaar Quality Radio)
- 2003-2004: Radio 10 Gold huurt deze frequentie van Quality Radio om zo in de ether te blijven.
- 2005-2008: Radio London/Big L heeft de vergunning van Quality Radio overgenomen. Op 1 augustus 2008 werd de frequentie uitgeschakeld vanwege de te hoge brandstofprijs.
- 2009: Big L zendt weer uit sinds 3 december, met sponsoring van KBC.
- 2011 sinds eind januari zend radio Big L niet meer uit. Op 28 maart zal de zender "Orbit Rock" uit gaan zenden op deze frequentie.

#### Kavel C04: 828 kHz (362 m)
- Locatie zender: Heinenoord
- Vermogen vanaf 2003: 20 kW overdag / 5 kilowatt 's nachts
- 2003: Tropical radio (eigenaar Quality Radio)
- 2003-2004: Radio Paradijs (eigenaar Quality Radio)
- 2006-2008 Deze frequentie wordt ingenomen door het Agentschap Telecom en opnieuw verdeeld in maart 2008.
- 10 juli 2008 tot 10 maart 2009: Hitzender Caz! (nu eigendom van Arrow)
- 10 maart 2009 tot 5 mei 2009: Arrow Classic Rock neemt de plek in ten koste van Caz!, enkele uren voordat de FM-frequentie vervalt. Echter werd de zender op 5 mei 2009 weer uitgeschakeld.
- 5 mei 2009 tot 17 juni 2010: Er vinden op deze frequentie geen uitzendingen plaats.
- 17 juni 2010 tot augustus 2010: Het signaal van Arrow Classic Rock is sinds deze dag een aantal weken te beluisteren op deze frequentie. De uitzendingen wijken af van de kabel- en internetuitzendingen.
- augustus 2010 tot 24 september 2010: Er vinden geen uitzendingen plaats.
- 24 september 2010 tot 18 oktober 2010: Het signaal van Arrow Classic Rock is wederom te beluisteren via deze frequentie met afwijkende uitzendingen ten opzichte van het kabel- en internetsignaal.
- 18 oktober 2010 tot 23 september 2013: Het signaal van Arrow Classic Rock is omstreeks 18.20 uur omgeschakeld naar het signaal van Radio 10 Gold en zij is gestart met haar uitzendingen via deze frequentie. Op 22 september 2013 omstreeks 19.00 uur beëindigde Radio 10 Gold haar uitzendingen via de AM. Het station verhuisde naar de FM.
- 23 september 2014: In opdracht van Novec zijn de zender en mast ontmanteld. Sinds Radio 10 Gold gestopt is met uitzenden op de middengolf was de zender niet meer in gebruik.

#### Kavel C05: 1224 kHz (245 m)
- Locatie zender: Almere
- Vermogen vanaf 2003: 40d / 20n kilowatt
- 2003 - ? Laser Radio, heeft echter nooit uitgezonden (eigenaar Quality Radio)
- 31 augustus 2006: Radio Mi Amigo zond slechts 1 dag uit.
- 2006 tot maart 2008 Deze frequentie wordt ingenomen door het Agentschap Telecom en wordt opnieuw verdeeld in maart 2008.
- Maart 2008: Radio Amor FM heeft deze frequentie gehuurd, maar zendt echter nog niet uit.

#### Kavel C06: 891 kHz (337 m)
- Locatie zender: Hulsberg
- Vermogen vanaf 2003: 20 kilowatt
- 2003 - heden Steunzender voor Radio 538 in Limburg.

#### Kavel C07: 1332 kHz (225 m)
- Locatie zender: Nieuwegein
- Vermogen: 2 d/n kilowatt
- December 2003 - heden Hot Radio Plus

#### Kavel C08: 1035 kHz (290 m)
- Locatie zender: Echt
- Vermogen vanaf 2003: 10 d/n kilowatt
- 2003 - ? Radio Paradijs, echter is op deze frequentie nooit uitgezonden (eigenaar Quality Radio)
- 2006-2008: Deze frequentie wordt ingenomen door het Agentschap Telecom en wordt opnieuw verdeeld in maart 2008.
- Maart 2008 - heden (Arrow heeft deze frequentie gehuurd, voor de uitzendingen van Arrow Jazz FM. Dit radiostation zendt (nog) niet uit op deze frequentie).

#### Kavel C09: 1584 kHz (189 m)
- Locatie zender: Utrecht
- Vermogen vanaf 2003: 1 d/n kilowatt
- 2003 - 2005: Radio Paradijs, tot maart 2005 was de zendmast defect (eigenaar Quality Radio)
- 2005 - heden: Tests door Quality Radio.

#### Kavel C10: 1602 kHz (187 m)
- Locatie zender: In 2003 in Leeuwarden. Vanaf het voorjaar van 2005 in de plaats Stiens. In maart 2007 is deze zendmast verplaatst naar de plaats Pietersbierum.
- Vermogen vanaf 2003: 1 d/n kilowatt
- 2003 - heden: Radio Seagull/ Waddenzee
- Radio Waddenzee zendt vanaf 2005 alleen tussen 1 juni en 1 oktober uit tussen 7.00 en 19.00 uur. Daarna zendt radio Seagull weer uit op deze frequentie.

#### Kavel C11: 1485 kHz (202 m)
- Locatie zenders: Den Haag en Tilburg
- Vermogen vanaf 2003: Beide 1 d/n kilowatt
- 2003 - 2007: Haagstad Radio
- 2007 - Maart 2008 was deze frequentie ingenomen door het Agentschap Telecom en werden deze frequenties opnieuw verdeeld.
- Maart 2008 - heden: Radio Marina heeft deze frequenties verworven, maar zendt wegens problemen rond de hercoördinatie van deze frequentie echter nog niet uit.

#### Kavel C12: 1557 kHz (193 m)
- Locatie zender: Amsterdam
- Vermogen vanaf 2003: 1 d/n kilowatt
- 2003: Amsterdam Talks (eigenaar Quality Radio)
- Op 26 maart 2005 was er een testtoon te horen op deze frequentie, maar hier is het bij gebleven.
- 2006 - 2008: Deze frequentie wordt ingenomen door het Agentschap Telecom en is opnieuw verdeeld in maart 2008.
- 23 mei 2009 - heden: Stichting BKB3 heeft deze frequentie in maart 2008 toegewezen gekregen. Er vinden sinds 23 mei testuitzendingen plaats via deze frequentie ten behoeve van Magic Jazz. Het vermogen is zeer laag, maar er wordt gewerkt aan een betere ontvangst.

16 oktober 2012 heeft de Hindoestaanse zender Vahon FM de frequentie in gebruik genomen en zendt uit met een vermogen van 1 kilowatt. De zender met een antenne van het zogenaamde Veronica-type wordt ook door Radio Waddenzee gebruikt. Radio Waddenzee is de hindoestaanse zender behulpzaam geweest met het geven van adviezen en het tijdelijk beschikbaar stellen van de reservezender. Leden van de Veron uit Den Haag hebben het antennepark gebouwd en de zenders geïnstalleerd.
- Ruud Poeze van Quality Radio kreeg 6 middengolffrequenties bij de verdeling in 2003, maar in september 2006 heeft het Agentschap Telecom 4 van de 6 frequenties ingenomen.

d = dag
n = nacht

## Rechtszaken
- 100%NL, waarbij op 1 juli de zender RTLFM uit de lucht is gehaald en verdergaat als kabelstation. De zender 100%NL is nu in plaats van RTLFM gekomen op de FM. Dit komt doordat 100%NL een rechtszaak tegen de Nederlandse Staat heeft gewonnen. RTL Nederland neemt stappen tegen de Nederlandse Staat.